# Ain Cheggag
Ain Cheggag (en àrab عين الشكاك, ʿAyn ax-Xuggāg; en amazic ⵄⵉⵏ ⵛⴳⴰⴳ) és una comuna rural de la província de Sufruy, a la regió de Fes-Meknès, al Marroc. Segons el cens de 2014 tenia una població total de 20.456 persones.